# Stalachtis evelina
Stalachtis evelina är en fjärilsart som beskrevs av Butler 1870. Stalachtis evelina ingår i släktet Stalachtis och familjen juvelvingar. Inga underarter finns listade i Catalogue of Life.